# Batangas (provincie)
Batangas is een provincie van de Filipijnen op het noordelijke eiland Luzon. De provincie maakt deel uit van regio IV-A (CALABARZON). De hoofdstad van de provincie is de stad Batangas City. Bij de census van 2015 telde de provincie ruim 2,6 miljoen inwoners.
Batangas is, onder andere door haar gunstige ligging ten opzichte van Manilla, een populaire toeristische bestemming. Er zijn vele stranden en enkele goede duiklocaties te vinden. Daarnaast zijn in de plaats Taal nog vele goed bewaarde overblijfselen te zien uit de Spaanse koloniale tijd.
Midden in het Taalmeer ligt een van de meeste actieve vulkanen van de Filipijnen, Mount Taal.

## Geografie

### Topografie en landschap
De provincie Batangas ligt ten zuiden van de provincies Cavite, ten zuidwesten van Laguna en ten westen van Quezon. Ten zuiden van Batangas ligt het eiland Mindoro.
Het landschap is deels vlak en deels heuvelachtig. Midden in de provincie ligt het Taalmeer met midden daarin Mount Taal. Deze vrij lage vulkaan van zo'n 600 meter is een van de meeste actieve vulkanen van het land. Andere pieken in de provincie zijn Mt. Makulot (610m), Mt. Talamitan (700m), Mt. Pico de Loro (664m), Mt. Batulao (811m), Mt. Manabo (830 m) en Mt. Daguldol (672m).

### Bestuurlijke indeling
Batangas bestaat uit 3 steden en 31 gemeenten.

#### Steden
- Batangas City
- Lipa
- Tanauan

#### Gemeenten
| - Agoncillo - Alitagtag - Balayan - Balete - Bauan - Calaca - Calatagan - Cuenca - Ibaan - Laurel - Lemery | - Lian - Lobo - Mabini - Malvar - Mataasnakahoy - Nasugbu - Padre Garcia - Rosario - San Jose - San Juan | - San Luis - San Nicolas - San Pascual - Santa Teresita - Santo Tomas - Taal - Talisay - Taysan - Tingloy - Tuy |

Deze steden en gemeenten zijn weer verder onderverdeeld in 1078 barangays.

### Klimaat
Batangas heeft qua regenval twee duidelijk te onderscheiden seizoenen en is daarmee te categoriseren als type I (zie ook: Klimaat van de Filipijnen). Van november tot en met april is het droge seizoen. De rest van het jaar is het nat. De gemiddeld meest natte maand is juli, terwijl de droogste maand maart is. De koelste maand is de maand februari en de warmste maand is mei.

## Demografie
Batangas had bij de census van 2015 een inwoneraantal van 2.694.335 mensen. Dit waren 316.940 mensen (13,3%) meer dan bij de vorige census van 2010. Ten opzichte van de census van 2000 was het aantal inwoners gegroeid met 788.987 mensen (41,4%). De gemiddelde jaarlijkse groei in die periode kwam daarmee uit op 2,41%, hetgeen hoger was dan het landelijk jaarlijks gemiddelde over deze periode (1,72%).

De bevolkingsdichtheid van Batangas was ten tijde van de laatste census, met 2.694.335 inwoners op 3119,75 km², 863,6 mensen per km².

## Economie
Uit cijfers van de National Statistical Coordination Board (NSCB) uit het jaar 2003 blijkt dat 30,4% (15.957 mensen) onder de armoedegrens leefde. In het jaar 2000 was dit 25,8%. Batangas is daarmee iets armer dan het landelijk gemiddelde van 28,7% en staat 57e op de lijst van provincies met de meeste mensen onder de armoedegrens. Van alle 79 provincies staat Batangas 55e op de lijst van provincies met de ergste armoede.